# Laifour
Laifour är en kommun i departementet Ardennes i regionen Grand Est (tidigare regionen Champagne-Ardenne) i nordöstra Frankrike. Kommunen ligger  i kantonen Monthermé som ligger i arrondissementet Charleville-Mézières. År 2022 hade Laifour 410 invånare.

## Befolkningsutveckling
Antalet invånare i kommunen Laifour
Referens: INSEE